# Maltby
Maltby je priimek več oseb:
- Christopher Michael Maltby, britanski general
- Hugh Pennycuick Maltby, britanski general
- Kirk Maltby, kanadski hokejist